# Hugo Conte
Hugo Néstor Conte (* 14. dubna 1963 Buenos Aires) je bývalý argentinský volejbalista. Měří 197 cm a hrával nejčastěji na pozici smečaře.

## Klubová kariéra
Začínal v klubu Gimnasia y Esgrima de Buenos Aires. Jako hráč Ferro Carril Oeste získal v roce 1981 argentinský titul. Pak odešel do Evropy a v roce 1982 se stal v dresu AS Cannes Volley-Ball mistrem Francie. V roce 1984 s týmem Pallavolo Parma vyhrál Pohár mistrů evropských zemí. V letech 1987, 1990 a 1992 byl vyhlášen nejlepším hráčem italské ligy. Kariéru zakončil v Argentině, kde získal tituly s Rojas Scholem (2002), Swiss Medical Monteros (2005) a Club de Amigos (2006). 

## Reprezentační kariéra
Za argentinskou volejbalovou reprezentací hrál v letech 1980 až 2002. V domácím prostředí získal bronzovou medaili na Mistrovství světa ve volejbale mužů 1982. V následujícím roce se podílel na zisku třetího místa z Panamerických her. Na Letních olympijských hrách 1984 obsadil s argentinským týmem šesté místo. Podílel se na první olympijské volejbalové medaili pro Argentinu z LOH 1988, kde jeho tým porazil v utkání o třetí místo rivaly z Brazílie 3:2. V roce 1999 získal bronz na Americkém poháru. Startoval také na olympiádě v roce 2000, kde skončila Argentina na čtvrtém místě.

## Ocenění
Byl uveden do Mezinárodní volejbalové síně slávy a získal cenu argentinské nadace Konex. Od roku 2007 působí jako trenér. Jeho synem je argentinský volejbalový reprezentant Facundo Conte.